# Giro del Cap
El Giro del Cap és una cursa ciclista per etapes que es disputà a Sud-àfrica durant els primers dies de març. La primera edició es disputà el 1992 i del 2005 al 2009 formà part del circuit continental UCI Àfrica Tour, amb una categoria 2.2. El 2009 la cursa es reconvertí en una challenge, amb 4 curses independents. El 2010 es va disputar per darrera vegada. Andrew MacLean i David George, amb quatre victòries, foren els ciclistes que més vegades guanyaren la cursa.

## Palmarès
| Any  | Vencedor              | Segon              | Tercer               |
| ---- | --------------------- | ------------------ | -------------------- |
| 1992 | Andrew MacLean        |                    |                      |
| 1993 | Andrew MacLean        | Willy Engelbrecht  | Mikhaïl Teteriuk     |
| 1994 | Andrew MacLean        |                    |                      |
| 1995 | Michael Andersson     |                    |                      |
| 1996 | Scott Mercier         | Andrew MacLean     | Serguei Ivanov       |
| 1997 | Andrew MacLean        | Matthew White      | Paul Brosnan         |
| 1998 | Timothy David Jones   | Harald Morscher    | Salvatore Commesso   |
| 1999 | Davy Dubbeldam        | David George       | Nicolas White        |
| 2000 | Nicolas White         | Kosie Loubser      | Jac-Louis Van Wyck   |
| 2001 | Piotr Chmielewski     | Nicolas White      | Lubor Tesar          |
| 2002 | David George          | Daniel Spence      | Piotr Chmielewski    |
| 2003 | David George          | Darren Lill        | Jacobus Odendaal     |
| 2004 | David George          | Neil MacDonald     | Lubor Tesar          |
| 2005 | Tiaan Kannemeyer      | Ryan Cox           | David Kopp           |
| 2006 | Peter Velits          | David George       | Ryan Cox             |
| 2007 | Alexandr Èfimkin      | Félix Cárdenas     | David George         |
| 2008 | Christian Pfannberger | Christopher Froome | Jacques Van Rensburg |

| Any  | Challenge 1   | Challenge 2        | Challenge 3     | Challenge 4 |
| ---- | ------------- | ------------------ | --------------- | ----------- |
| 2009 | Robert Hunter | Christopher Froome | Steven Cummings | Arran Brown |

| Any  | Vencedor     | Segon       | Tercer        |
| ---- | ------------ | ----------- | ------------- |
| 2010 | David George | Kevin Evans | Burry Stander |